# Ellen Nicasie
Ellen Nicasie-Stotijn (Leipzig, 23 maart 1913 – 25 oktober 1992) was een Nederlands harpist.
Ellengard Stotijn was de enige dochter van hoboïst Jaap Stotijn en sopraan Geertruida Stotijn-Molenaar. Broer Haakon Stotijn werd in navolging van zijn vader hoboïst. Zelf was ze sinds 5 april 1933 getrouwd met (assistent-)accountant Josephus Hubertus Nicasie. Zoon Haakon Nicasie werd musicus (onder andere dirigent van het Surinaams Strijkorkest), zoon Eric Nicasie was geluidstechnicus bij de publieke omroep (onder andere bij Barend Servet). 
Nog geboren in Leipzig, drie maanden later woonde voor ruim een jaar in Amsterdam, daarna trok het gezin naar Den Haag. Ellengard Stotijn kreeg les aan het Haags Conservatorium van Rosa Spier. Ze combineerde het met een pianostudie bij Everhard van Beynum. Ze nam na die studie plaats in één van de omroeporkesten en later ook in het Metropole Orkest van Dolf van der Linden. In die hoedanigheid was ze dan ook veel te horen op de radio. Ook trad ze op met haar vader en begeleidde ze haar moeder in liederen.
Ze was bestuurslid van de in 1965 opgerichte sectie Holland van de "Association Internationale des Harpistes et Amis de la Harpe". Anderen waren Phia Berghout, Lex van Delden, Marius Flothuis, Jaap Geraedts, André Jurres, Saar Vos-Strumphler en Edward Witsenburg; erevoorzitter van Rosa Spier. Het was gevestigd in Queekhoven.